# Middle East Television
Middle East Television (METV) (en español: "Televisión de Oriente Medio") es un canal de televisión por satélite cristiano evangélico, ubicado en Limasol, Chipre. La programación de METV incluye algunos programas cristianos, además de programas no religiosos de entretenimiento como: el show de Red Green, el show de Mary Tyler Moore, series de televisión como "El llanero solitario", y los partidos de fútbol americano de la NFL (National Football League).

## Historia

### Antigua emisora en Líbano
El 10 de abril de 1982, una estación de televisión de inspiración cristiana ubicada en el Sur del Líbano, Esperanza TV, fue donada a la CBN (Christian Broadcasting Network), y se convirtió en METV.

### Satélite de comunicaciones
El 5 de junio de 1997 el canal METV dio inicio a la emisión de su programación durante las 24 horas del día, mediante un satélite de comunicaciones llamado Amos-2. Este lanzamiento hizo posible un aumento de la audiencia estimada entre unos 11 y unos 70 millones de espectadores potenciales, los cuales pueden ahora recibir la señal televisiva, que actualmente llega hasta la región de Oriente Medio.

### Nueva emisora en Chipre
Tras la decisión del Estado de Israel de retirarse del Sur del Líbano, Oriente Medio Televisión (METV) inició la búsqueda de un nuevo centro de emisión en mayo de 1999. El 2 de Mayo del año 2000, Oriente Medio Televisión (METV) terminó la construcción de su nueva estación de televisión, y empezó a emitir en formato digital desde la nación de Chipre. 

### Venta de la emisora
METV fue vendida a la empresa Family Broadcasting Corporation, un canal cristiano con ideas afines, en julio de 2001. El logotipo de METV, antes de la compra por parte de Family Broadcasting Corporation, anteriormente llamada LeSEA televisión, eran tres cedros del Líbano. El Cedro del Líbano, es un árbol que aparece representado en la Bandera del Líbano.En septiembre de 2016, el canal fue vendido de nuevo a la empresa Messianic Vision Incorporated.